# Volei
Voleiul este un sport în care două echipe, separate de un fileu înalt, trebuie să treacă o minge pe deasupra acestuia, cu scopul de a face ca mingea să atingă terenul advers. Fiecărei echipe îi sunt permise cel mult trei loviri (și una sau doua loviri) pentru a trimite mingea către terenul celeilalte echipe. Pot atinge cu piciorul doar unul din fiecare echipă, la fiecare servă. Pentru a servi se va ieși din teren. Un punct se câștigă dacă mingea atinge terenul advers sau dacă nu se respectă regula celor trei atingeri.
O echipa de volei este alcătuită din 6 jucători. Se joacă 3 seturi câștigătoare din 5, fiecare set a câte 25 de puncte; în caz de egalitate la scorul 24 - 24 se continuă setul până în momentul în care una din cele două echipe obține o diferență de 2 puncte (29 - 27, 31 - 29 etc). În cazul în care este nevoie de jucarea ultimului set pentru desemnarea câștigătorului, acesta se joacă până la 15 (sau până la o diferență de două puncte).

## Voleiul - un sport competitiv
Competiția dezvoltă resursele latente, scoțând în evidență îndemânarea, spontaneitatea, creativitatea și estetica. Regulile sunt realizate pentru a permite demonstrarea acestor abilități. Cu puține excepții, voleiul permite tuturor jucătorilor să acționeze atât la fileu (în atac), cât și în spatele terenului (în apărare sau la serviciu).
Dacă ar mai trăi William G. Morgan , creatorul acestui joc, l-ar putea încă recunoaște, voleiul păstrând, de-a lungul timpului, anumite elemente caracteristice. Câteva din acestea le împarte cu alte jocuri care au fileu, minge sau rachetă:
- serviciu,
- rotație (alternanța la serviciu),
- atac,
- apărare.

Voleiul este totuși unic printre jocurile la fileu prin faptul că se insistă ca mingea să fie păstrată cât mai mult timp în aer și prin faptul că oferă posibilitatea paselor între membrii aceleiași echipe înainte ca mingea să fie returnată adversarilor.
Introducerea unui jucător specializat în apărare, Libero-ul, a mărit lungimea fazelor de joc. Modificarea regulii la serviciu l-au transformat dintr-un simplu act de a pune mingea în joc, într-o armă ofensivă.
Conceptul rotației a fost dezvoltat pentru a permite fiecărui sportiv să participe la joc. Regula poziției jucătorilor permite echipelor flexibilitate și posibilitatea dezvoltării de tactici interesante, atât în favoarea echipei, cât și pentru entuziasmul spectatorilor.
Astfel, imaginea voleiului devine din ce în ce mai bună.
Cu cât jocul evoluează, fără îndoială că se va schimba, va deveni mai bun, mai puternic, mai rapid.

### Rolul arbitrului
Calitatea arbitrului derivă din conceptele de corectitudine și consecvență:
- să fie corect cu fiecare participant;
- să fie perceput ca un om corect de către spectatori.

Pentru a permite jucătorilor să facă spectacol, arbitrul trebuie:
- să fie exact în aprecierile lui ;
- să înțeleagă conceptul de bază al regulilor ;
- să fie un organizator eficient ;
- să permită jocului să se desfășoare pentru a se desemna un câștigător ;
- să fie un formator de caractere folosind regulile pentru a penaliza lipsa de sportivitate și a admonesta lipsa de politețe ;
- să promoveze voleiul prin a permite elementelor spectaculoase ale jocului să strălucească și celor mai buni jucători să facă ceea ce știu ei mai bine: să impresioneze publicul.

În încheiere putem spune că un bun arbitru folosește regulile pentru a face din competiție o experiență deosebită pentru toți cei implicați.
Cei interesați ar trebui să vadă în regulile următoare stadiul actual de dezvoltare al unui joc minunat, ținând totuși cont că paragrafele precedente au o importanță deosebită pentru oricare din pozițiile din care privesc voleiul (arbitru, observator, antrenor, sportiv, spectator).

### Structura
Fileul măsoară 1 m pe lățime și 9,50 m până la 10 m în lungime (cu 25 până la 50 cm pe fiecare parte laterală). El este alcătuit din ochiuri pătrate cu latura de 10 cm, confecționate din sfoară de culoare neagră.
La marginea superioară, este cusută pe toată lungimea fileului o bandă din pânză albă, răsfrântă pe fiecare parte pe o lățime de 7 cm. Fiecare capăt al benzii are o gaură prin care trece o sfoară pentru prinderea de stâlpi și menținerea ei întinsă.
Prin interiorul benzii trece un cablu flexibil pentru prinderea fileului de stâlpi și menținerea marginii sale superioare întinsă.
La partea inferioară a fileului este o altă bandă orizontală, de 5 cm lățime, asemănătoare cu banda superioară, prin care trece o sfoară. Această sfoară croșetează de-a lungul ochiurilor pentru prinderea de stâlpi și menținerea întinsă a părții inferioare a fileului.
Fileul are înalțimi diferite la fete față de băieți. La fete înălțimea fileu lui este de 2,24m la senioare și junioare.Iar la băieți are 2,43m seniori și juniori.

### Mingea
Mingea trebuie să fie sferică, având o anvelopă flexibilă de piele sau piele sintetică prevăzută în interior cu o cameră din cauciuc sau alt material asemănător.
Mingea poate avea o singură culoare deschisă sau o combinație de culori.
Materialul sintetic și combinația de culori a mingilor folosite în competițiile oficiale trebuie să fie conform standardelor FIVB.
Circumferința sa trebuie să fie cuprinsă între 66 cm +/- 1,00 cm și greutatea între 270g +/- 10g.
Presiunea interioară trebuie să fie de la 0,300 până la 0,325 kg/cm2 (4,26 până la 4,61 psi), (294,3 până la 318,82 mbar sau hPa).

## Componența echipelor
O echipă poate fi compusă din maximum 12 jucători, un antrenor, un antrenor secund, un preparator fizic (maseur) și un medic.
Pentru competițiile mondiale și oficiale ale FIVB, medicul trebuie să fie acreditat în prealabil de FIVB. 	
Unul dintre jucători (altul decât Libero-ul) este căpitanul echipei și el trebuie să fie identificat ca atare pe foaia de arbitraj.	
Numai jucătorii înregistrați pe foaia de arbitraj pot să pătrundă pe teren și să participe la meci. După ce căpitanul și antrenorul au semnat foaia de arbitraj, componența echipei nu mai poate fi modificată.	 

### Locul participanților
Jucătorii care nu sunt în joc trebuie ori să fie așezați pe banca pentru rezerve a echipei lor ori să fie în zona lor de încălzire. Antrenorul și ceilalți membri ai echipei trebuie să stea pe bancă, dar pot să o părăsească pentru un timp.
Băncile pentru rezerve sunt situate de o parte și de alta a mesei scorerului, în afara zonei libere.	 
Numai membrilor echipei le este permis să stea pe bancă în timpul meciului și să participe la încălzirea la fileu.	 
Jucătorii care nu sunt în joc se pot încălzi fără mingi astfel:	
- în timpul jocului în zona de încălzire;
- în cursul timpilor de întrerupere în zona liberă situată în spatele propriului teren de joc.
- În timpul pauzei dintre seturi jucătorii pot utiliza mingile (dar nu cele de joc) pentru încălzire în zona lor liberă.

### Echipament
Echipamentul jucătorului se compune dintr-un tricou, un șort, șosete și pantofi de sport.	
Culoarea și designul tricourilor, șorturilor și șosetelor întregii echipe trebuie să fie uniforme (cu excepția Libero-ului). Echipamentul trebuie să fie curat.	
Pantofii trebuie să fie fără tocuri, ușori și flexibili, cu tălpi din cauciuc sau din piele.
Pentru competițiile de seniori mondiale și oficiale ale FIVB, este interzisă utilizarea pantofilor de sport cu tălpi care lasă urme negre pe podea. Tricourile și șorturile vor fi conform standardelor omologate ale FIVB.	
Tricourile jucătorilor trebuie să fie numerotate de la 1 până la 18.	
Numerele trebuie plasate pe tricou în centrul pieptului și al spatelui. Culoarea și strălucirea numerelor trebuie să fie în contrast net cu cele ale tricourilor .	
Numerele trebuie să măsoare cel puțin 15 cm în înălțime pe piept și 20 cm pe spate. Lățimea benzii care formează cifra trebuie să fie de cel puțin 2 cm.
Pentru competițiile mondiale și oficiale ale FIVB, numerele jucătorilor trebuie să fie înscrise și pe piciorul drept al șortului. Numerele trebuie să aibă o înălțime cuprinsă între 4 și 6 cm, iar lățimea benzii care formează cifra trebuie să fie de minimum 1 cm.	
Căpitanul echipei este identificat grație unei barete de 8 x 2 cm, plasată pe tricou sub numărul de pe piept.	
Este interzisă purtarea de echipament care nu are numere regulamentare sau de culoare diferită de cea a altor jucători (cu excepția Libero-ului).	

#### Schimbări de echipament
Primul arbitru poate să autorizeze unul sau mai mulți jucători:
- să joace desculț(i) (la competițiile mondiale și oficiale ale FIVB este interzis ca sportivii să joace desculți);
- să-și schimbe între seturi sau după înlocuire tricourile umezite sau deteriorate cu condiția ca noile tricouri să aibă aceleași culori, model și numere;
- să joace în treninguri pe timp rece, cu condiția ca acestea să aibă aceeași culoare și același model pentru toată echipa (cu excepția Libero-ului) și să fie numerotate conform Regulii.

#### Obiecte interzise
Este interzis să fie purtate obiecte care pot să provoace accidentări sau să ofere un avantaj artificial jucătorului. 	
Jucătorii pot să poarte ochelari sau lentile de contact pe propria răspundere. 	

### Liderii echipelor
Căpitanul echipei și antrenorul poartă împreună răspunderea pentru conduita și disciplina tuturor membrilor echipei lor.
Libero-ul nu poate exercita funcția de căpitan al echipei.

#### Căpitanul
Înaintea meciului, căpitanul echipei semnează foaia de arbitraj și reprezintă echipa la tragerea la sorți. 		
În timpul meciului, căpitanul echipei acționează în calitate de căpitan în joc atât timp cât el se află pe teren. Când căpitanul echipei nu se află pe teren, antrenorul sau căpitanul însuși trebuie să desemneze un alt jucător din teren (cu excepția Libero-ului) care va prelua funcția de căpitan în joc. Acest căpitan în joc își păstrează responsabilitățile până când este înlocuit, căpitanul echipei revine pe teren sau setul se încheie.
Căpitanul în joc este singurul autorizat să se adreseze arbitrilor. Poate face acest lucru numai când mingea este afară din joc, pentru:	
- a cere o explicație privind aplicarea sau interpretarea regulilor și, de asemenea, pentru a face cunoscute cererile sau întrebările coechipierilor. În cazul în care explicația arbitrului principal nu îl satisface, căpitanul în joc trebuie imediat să-și exprime dezacordul. Astfel, căpitanul își poate rezerva dreptul să înregistreze la sfârșitul meciului o reclamație oficială pe foaia de arbitraj;
- a cere:	
  - autorizarea schimbării unor părți sau a întregului echipament,
  - permisiunea să se verifice poziția echipelor;
  - controlul suprafeței de joc, fileului, mingilor etc.;
- a cere timpi de întrerupere și înlocuiri de jucători.

La sfârșitul meciului, căpitanul de echipă:	
- mulțumește arbitrilor și semnează foaia de arbitraj pentru a confirma rezultatul;
- dacă el (sau căpitanul în joc care l-a înlocuit) și-a exprimat în prealabil un dezacord față de decizia primului arbitru, acel dezacord poate fi reconfirmat și înregistrat la sfârșitul meciului pe foaia de arbitraj ca o reclamație oficială cu privire la aplicarea sau interpretarea de către arbitri a regulilor de joc.

#### Antrenorul
terenului de joc. El decide formațiile de start, solicită înlocuirile și timpii de întrerupere pentru a da instrucțiuni. În timpul exercitării acestor atribuții, interlocutorul său oficial este al doilea arbitru.	
Înaintea meciului, antrenorul înscrie sau verifică numele jucătorilor săi și numerele acestora înregistrate pe foaia de arbitraj și apoi o semnează.	
În timpul meciului, antrenorul:	
- înaintea fiecărui set, remite scorerului sau celui de-al doilea arbitru fișa cu poziția inițială completată corect și semnată;
- stă pe banca pentru rezerve, cel mai aproape de scorer, dar își poate părăsi pentru un timp poziția;

- antrenorul, ca de altfel toți ceilalți membri ai echipei, poate da indicații jucătorilor din teren. Antrenorului i se permite să stea în picioare sau să se deplaseze în interiorul zonei libere din fața băncii pentru rezerve a echipei sale, de la prelungirea liniei de atac până în zona de încălzire, fără a deranja sau întârzia jocul.

#### Antrenorul secund
Antrenorul secund stă pe banca pentru rezerve a echipei, dar nu are drept de intervenție în joc.	
În cazul când antrenorul trebuie să-și părăsească echipa, antrenorul secund poate, la cererea căpitanului în joc și cu autorizarea primului arbitru, să își asume atribuțiile antrenorului.

## Punctarea
O echipa câștigă un punct:	
- dacă reușește să facă mingea să cadă în terenul advers, pe tușă sau înăuntrul terenului
- dacă echipa adversă comite o greșeală;
- dacă echipa adversă este sancționată cu penalizare.

### Greșeală
O echipă comite o greșeală de joc dacă execută o acțiune contrară regulilor de joc. Arbitrii judecă greșelile și determină penalizările conform prezentelor reguli:	
- dacă două sau mai multe greșeli sunt comise succesiv, numai prima dintre ele este luată în calcul.
- dacă două sau mai multe greșeli sunt comise simultan de adversari, este socotită DUBLĂ GREȘEALĂ și faza de joc este rejucată.

### Consecințele câștigării unei faze de joc
Faza de joc începe în momentul loviturii de serviciu și se termină când mingea este afară din joc.	
Dacă echipa la serviciu câștigă faza de joc, ea câștigă un punct și va servi în continuare.	
Dacă echipa la primire câștigă faza de joc, ea câștigă un punct și dreptul de a servi.	

### Pentru a câștiga un set
Un set (cu excepția celui decisiv - al 5-lea) este câștigat de echipa care obține prima 25 puncte cu un avans minim de două puncte față de cealaltă echipă. În caz de egalitate la scorul de 24 - 24, jocul continuă până când este realizată o diferență de două puncte (26 - 24, 37-35, …)

### Meciul este câștigat de echipa care obține trei seturi
În cazul unei egalități la seturi de 2 - 2, setul decisiv (al 5-lea) este jucat până la punctul 15, cu o diferență minimă de două puncte între cele două echipe.

## Retragere și echipă incompletă
Dacă o echipă refuză să joace după ce a fost solicitată să o facă, ea este declarată retrasă (forfait) și pierde meciul cu rezultatul 0 - 3 și 0 - 25 pentru fiecare set.	
O echipă care, fără justificări valabile, nu se prezintă la timp pe terenul de joc, este declarată retrasă cu același rezultat ca cel menționat la regulă.
O echipă declarată incompletă pentru un set sau pentru meci pierde setul sau meciul. Echipei adverse i se atribuie punctele sau punctele și seturile necesare pentru a câștigă setul sau meciul. Echipa incompletă păstrează punctele și seturile câștigate.	
Înaintea meciului, primul arbitru efectuează o tragere la sorți pentru a decide asupra primului serviciu și a terenurilor de joc în primul set.
Dacă trebuie să fie jucat un set decisiv (al 5-lea), se procedează la o nouă tragere la sorți. 	
Tragerea la sorți se efectuează în prezența celor doi căpitani ai echipelor.	
Câștigătorul tragerii la sorți alege:
- dreptul de a servi sau de a primi serviciul,
- partea terenului de joc în care va juca în primul set.

Cel care a pierdut obține alternativa rămasă.	
În cazul încălzirilor consecutive, echipa care a câștigat serviciul dispune prima de fileu. 	

## Perioada de încălzire
Înaintea meciului, echipele pot să facă încălzire la fileu timp de 6 minute împreună dacă ele au dispus în prealabil de un teren de joc pentru încălzire sau timp de 10 minute dacă ele nu au avut această posibilitate. 	
Dacă cei doi căpitani solicită să efectueze încălzirea separat, echipele vor dispune de fileu timp de 3 sau 5 minute, în conformitate cu prevederile Regulii. 

## Formația de start a echipei
Trebuie să fie permanent șase sportivi în joc pentru fiecare echipă.
Formația de start a echipei indică ordinea la rotație a jucătorilor pe teren. Această ordine trebuie menținută pe toată durata setului. 	
Înainte de începutul fiecărui set, antrenorul trebuie să prezinte formația de start a echipei sale pe o fișă de poziție. Această fișă, corect completată și semnată, este înmânată celui de-al doilea arbitru sau scorerului. 	
Jucătorii care nu fac parte din formația de start sunt jucători de rezervă în acel set (cu excepția Libero-ului).	
După ce fișa de poziție a fost înmânată celui de-al doilea arbitru sau scorerului, nu mai poate fi autorizată nici o modificare a formației fără o înlocuire regulamentară.	
Diferențele între poziția jucătorilor din teren și cei aflați înscriși în fișa cu poziția inițială a echipei trebuie corectate astfel:	
- dacă este constatată o diferență între fișa de poziție și formația jucătorilor prezenți pe teren înaintea începerii setului, pozițiile jucătorilor trebuie să fie corectate conform cu cele din fișa de poziție. Nici o penalizare nu va fi aplicată.
- în mod similar, dacă unul sau mai mulți jucători prezenți pe teren nu este (sunt) înscris (înscriși) pe fișa de poziție, formația de pe teren trebuie corectată înaintea începerii setului conform fișei de poziție. Nici o penalizare nu va fi aplicată.
- totuși, dacă antrenorul dorește să mențină pe teren acel (acei) jucător (i) neînscris (neînscriși) pe fișă, el va trebui să ceară înlocuirea (înlocuirile) regulamentară (e) care va (vor) fi înregistrată (e) pe foaia de arbitraj.

## Pozițiile jucătorilor într-un meci.
În momentul când mingea este lovită de jucătorul la serviciu, fiecare echipă așezată conform cu ordinea la rotație trebuie să fie plasată în interiorul propriului său teren de joc (cu excepția jucătorului la serviciu). 	
Pozițiile jucătorilor sunt numerotate după cum urmează : 	
- cei trei jucători plasați de-a lungul fileului sunt jucătorii din linia întâi și ocupă pozițiile 4 (în față - stânga), 3 (în față - centru) și 2 (în față - dreapta).
- ceilalți trei sunt jucători din linia a doua și ocupă pozițiile 5 (în spate - stânga), 6 (în spate - centru) și 1 (în spate - dreapta).

Poziții relative între jucători:	
- fiecare jucător din linia a doua trebuie să fie plasat mai departe de fileu decât corespondentul său din linia întâi;
- jucătorii din linia întâi și, respectiv, jucătorii din linia a doua trebuie să fie poziționați lateral în ordinea indicată de Regula 7.4.1;

Pozițiile jucătorilor sunt determinate și controlate prin pozițiile picioarelor lor în contact cu solul, după cum urmează:	
- fiecare jucător din linia întâi trebuie să aibă cel puțin o parte a piciorului mai aproape de linia de centru decât picioarele jucătorului din linia a doua corespondent;
- fiecare jucător din partea dreaptă (stângă) trebuie să aibă cel puțin o parte a piciorului mai aproape de linia laterală din dreapta (stânga) decât picioarele jucătorului din centrul liniei sale;
- după ce mingea a fost servită, jucătorii pot să se deplaseze și să ocupe orice poziție în propriul lor teren de joc și în zona liberă;

### Greșeală de poziție
O echipă comite o greșeală de poziție dacă un jucător nu ocupă poziția sa corectă în momentul când mingea este lovită de jucătorul la serviciu.	
Dacă jucătorul la serviciu comite o greșeală de serviciu în momentul lovirii mingii, greșeala sa este considerată ca fiind prima în raport cu o greșeală de poziție.	
Dacă, după lovirea mingii, serviciul devine greșit, atunci greșeala de poziție este prima care va fi luată în calcul.	
O greșeală de poziție antrenează următoarele consecințe:	
- echipa este sancționată cu pierderea fazei de joc;
- pozițiile jucătorilor sunt corectate.

## Rotație

Ordinea de rotație

Terenul de volei

Ordinea la rotație este determinată prin formația de start a echipei; ea este controlată prin intermediul ordinii la serviciu și a pozițiilor jucătorilor pe toată durata setului.	
Când echipa la primire câștigă dreptul la serviciu, jucătorii săi efectuează o rotație, deplasându-se cu o poziție în sensul acelor de ceasornic: jucătorul din poziția 2 trece în poziția 1 pentru a servi, jucătorul din poziția 1 trece în poziția 6 etc.	

### Greșeală de rotație
O greșeală de rotație este comisă când serviciul nu este efectuat conform cu ordinea la rotație. Ea antrenează consecințele următoare:	
-echipa care a greșit este sancționată cu pierderea fazei de joc;		
-ordinea la rotație a jucătorilor este corectată.	
În plus, scorerul trebuie să determine momentul exact în care greșeala a fost comisă. Toate punctele marcate începând din acel moment de echipa care a greșit trebuie anulate. Punctele marcate de echipa adversă sunt menținute.
Dacă momentul comiterii greșelii nu poate fi determinat, nici un punct sau puncte nu este anulat(e) și singura sancțiune va fi pierderea fazei de joc.	

## Minge în joc
Mingea este în joc începând cu momentul loviturii de serviciu care a fost autorizată de primul arbitru. 	

### Minge afară din joc
Mingea devine afară din joc începând cu momentul când este comisă o greșeală semnalată prin fluier de unul din arbitri; în absența unei greșeli, începând cu momentul semnalării prin fluier.	

### Minge ”în teren”
Mingea este “în teren” când ea atinge solul terenului de joc, inclusiv liniile de delimitare.	

### Minge “afară”
Mingea este afară când:	
- partea din mingea care atinge solul este complet în afara liniilor de delimitare;
- ea atinge un obiect din afara terenului de joc, plafonul sau o persoană din afara jocului;
- ea atinge antenele, cablul, sforile, stâlpii sau fileul însuși în exteriorul benzilor laterale;
- traversează planul vertical al fileului, fie parțial, fie prin afara spațiului de trecere, cu -excepția cazurilor din Regula 10.1.2;
- traversează complet spațiul interior.

## Jocul cu mingea
Fiecare echipă trebuie să joace în interiorul suprafeței și spațiului de joc proprii (cu excepția prevăzută de Regula 10.1.2). Mingea poate, totuși, să fie recuperată și retrimisă în joc din afara zonei libere	

### Lovituri ale echipei
Orice contact al mingii cu un sportiv aflat în joc constituie lovitură a echipei.
Pentru a retrimite mingea fiecare echipă are dreptul la maximum trei lovituri (în plus față de blocaj, Regula 14.4.1). Dacă sunt utilizate mai mult de trei lovituri, echipa comite greșeala celor “patru lovituri”.

### Contacte consecutive
Unui jucător i se permite sa atingă mingea de doua ori atunci când face blocaj

### Contacte simultane
Doi sau trei jucători pot să atingă mingea în același timp.	
Când doi (trei) coechipieri ating mingea simultan, sunt numărate două (trei) lovituri (cu excepția blocajului). Dacă ei încearcă să joace mingea, dar numai unul dintre jucători o atinge, este numărată o singură lovitură. O ciocnire între jucători nu constituie o greșeală.	
Când doi adversari ating mingea simultan deasupra fileului și mingea rămâne în joc, echipa care recepționează mingea are dreptul la alte trei noi lovituri. Dacă o astfel de minge cade “afară” din teren, greșeala este a echipei plasate de cealaltă parte a fileului.	
În cazul în care contactul simultan între doi adversari provoacă o minge „ținută”, aceasta este socotită o “dublă greșeală” și faza este rejucată.	

### Lovitură ajustată
În interiorul suprafeței de joc, jucătorului nu-i este permis să se sprijine pe un coechipier sau pe orice structură/obiect cu scopul de a juca mingea.
Totuși, jucătorul care este pe punctul de a comite o greșeală (atingerea fileului sau depășirea liniei de centru etc.) poate fi oprit sau tras înapoi de un coechipier.	

### Caracteristici ale loviturii
Mingea poate să atingă oricare parte a corpului.		
Mingea trebuie să fie lovită, ea nu trebuie să fie ținută și/sau aruncată. Mingea poate să ricoșeze în orice direcție.	
Mingea poate să atingă mai multe părți ale corpului, cu singura condiție ca aceste contacte să aibă loc simultan.
Excepții:	
La blocaj, contactele consecutive pot fi realizate de unul sau mai mulți jucători, cu condiția ca aceste contacte să aibă loc în cursul aceleiași acțiuni.	
La prima lovitură a echipei (Regulile 10.1 și 15.4.1), mingea poate să atingă consecutiv mai multe părți ale corpului, cu condiția ca aceste contacte să aibă loc în cursul aceleiași acțiuni.	

### Greșeli în jocul cu mingea
Patru lovituri: o echipă lovește mingea de patru ori înainte de a o retrimite.	
Lovitura ajutată: un jucător se sprijină pe un coechipier sau pe orice structură/obiect în interiorul suprafeței de joc cu scopul de a juca mingea. 	
Ținută: un jucător nu lovește corect mingea, care este ținută și/sau aruncată. 	
Dublu contact: un jucător lovește mingea de două ori succesiv sau mingea atinge succesiv mai multe părți ale corpului său. 	

### Minge care trece pe deasupra fileului
Mingea trimisă către terenul advers trebuie să treacă pe deasupra fileului prin interiorul spațiului de trecere. Spațiul de trecere este partea din planul vertical al fileului limitată:
- dedesubt - de marginea superioară a fileului;
- pe margini - de antene și prelungirea lor imaginară;
- deasupra - de plafon.

Mingea care a depășit planul fileului în direcția zonei libere a terenului advers total sau parțial prin spațiul exterior poate fi readusă în cadrul loviturilor regulamentare ale echipei cu condiția ca:	
- terenul advers să nu fie atins de jucător;
- mingea, când este trimisă înapoi, trebuie să depășească planul fileului din nou total sau parțial prin spațiul exterior și de aceeași parte a terenului.

Echipa adversă nu are dreptul să se opună acestei acțiuni.

### Minge care atinge fileul
Mingea poate să atingă fileul în timpul depășirii acestuia.	

### Minge în fileu
O minge trimisă în fileu poate fi reluată în cadrul celor trei lovituri ale echipei. 	
Dacă mingea rupe ochiurile fileului sau îl răsucește, faza de joc este anulată și rejucată.

## Jucător la fileu

### Trecere pe deasupra fileului
La blocaj, jucătorul are voie să atingă mingea pe deasupra fileului în spațiul de joc advers cu condiția ca el să nu incomodeze jocul adversarului, înaintea sau în timpul loviturii de atac a acestuia. 	
După lovitura de atac, jucătorul are voie să treacă mâna pe deasupra fileului în spațiul de joc advers cu condiția ca atingerea mingii să fi avut loc în propriul spațiu de joc. 	

### Pătrundere pe sub fileu
Este permisă pătrunderea în spațiul advers pe sub fileu, cu condiția ca aceasta să nu împiedice jocul adversarului. 	
Pătrunderea în terenul advers, pe deasupra liniei de centru: 	
Este permis să fie atins terenul de joc advers cu laba piciorului (picioarelor) sau cu palma (palmele), cu condiția ca cel puțin o parte a labei piciorului (picioarelor) sau a palmei (palmelor) să rămână în contact cu linia (ori să fie deasupra liniei) de centru. 	
Este interzis să fie atins terenul de joc advers cu oricare altă parte a corpului. 	
Un jucător poate să pătrundă în terenul de joc advers după ce mingea a devenit afară din joc.	
Un jucător poate să pătrundă în zona liberă a terenului advers, cu condiția să nu împiedice jocul adversarului. 	

### Contact cu fileul
Contactul cu fileul nu constituie o greșeală, cu excepția cazului în care jucătorul care îl atinge se află în timpul acțiunii de jucare a mingii sau dacă această atingere deranjează jocul.
Unele acțiuni de jucare a mingii pot include acțiuni care nu presupun lovirea mingii.	
După ce jucătorul a lovit mingea, acesta poate atinge stâlpii, cablul, sforile și orice alt obiect din afara lungimii totale a fileului, cu condiția ca această acțiune să nu aibă vreo influență asupra jocului.	
Nu este comisă o greșeală atunci când mingea trimisă în fileu provoacă contactul fileului cu un jucător advers.
Contactul jucătorului cu fileul nu este o greșeală, cu excepția cazului când aceasta atingere influențează derularea jocului. Jucătorii au voie sa atingă stâlpii, cablul, sforile și orice alt obiect dincolo de antene, incluzând chiar și fileul, cu condiția ca aceasta acțiune să nu influențeze derularea jocului.

### Greșeli ale jucătorului la fileu
Un jucător atinge mingea sau un adversar în spațiul advers înaintea sau în timpul loviturii de atac a adversarului.	
Un jucător pătrunde în spațiul advers pe sub fileu incomodând adversarul.	
Un jucător pătrunde în terenul de joc advers.	
Un jucător atinge fileul sau antenele în timpul acțiunii de jucare a mingii sau dacă prin această atingere deranjează jocul.	

## Serviciu
Serviciul este actul lansării mingii în joc de către jucătorul din spatele linii de fund a terenului, serviciu nu trebuie trecut in mai mult de 8 secunde după fluierul arbitrului.

### Primul serviciu al unui set
Primul serviciu al primului set, ca și primul serviciu al setului decisiv (al 5-lea), este executat de echipa desemnată prin tragere la sorți. Tragerea la sorț se face de către arbitru și căpitanii echipelor, ea constă in alegerea capului sau a pajuri de pe moneda aruncată de arbitru. Cine ghicește partea monedei are dreptul să aleagă primul. Căpitanul trebuie să aleagă dintre minge și teren.
Celelalte seturi vor fi începute cu serviciul echipei care nu a servit prima în setul anterior.

### Ordine la serviciu
Jucătorii trebuie să urmeze ordinea la serviciu indicată în fișa cu poziția inițială. 	
După primul serviciu al setului, jucătorul la serviciu este determinat după cum urmează: 
- când echipa la serviciu câștigă faza de joc, jucătorul care a efectuat serviciul precedent (sau jucătorul care l-a înlocuit) servește din nou;
- când echipa la primire câștigă faza de joc, ea obține dreptul să servească și efectuează o rotație înainte de a servi. Serviciul va fi efectuat de jucătorul care trece din poziția 2 (față-dreapta) în poziția 1 (spate-dreapta).

### Autorizarea serviciului
Primul arbitru autorizează execuția serviciului după ce a verificat dacă cele două echipe sunt pregătite să joace și dacă jucătorul la serviciu este în posesia mingii. 	

### Execuția serviciului
Mingea trebuie să fie lovită cu palma sau oricare altă parte a brațului după ce a fost lansată pentru a fi servită (deci aruncată în aer sau lăsată să cadă din mână). 	
O singură lansare a mingii pentru a fi servită este permisă. Trecerea mingii dintr-o mână în alta și lovirea ei de sol ca la baschet este permisă. 	
În momentul loviturii serviciului sau al desprinderii de la sol pentru un serviciu din săritură, jucătorul la serviciu nu trebuie să atingă terenul de joc (inclusiv linia de fund) sau solul din afara zonei de serviciu.
După ce a lovit mingea, el poate să pășească sau să revină pe sol în afara zonei de serviciu sau în interiorul terenului de joc. 	
Jucătorul la serviciu trebuie să lovească mingea în decursul a 8 secunde care urmează fluierului arbitrului principal pentru autorizarea serviciului. 	
Serviciul executat înainte de fluierul arbitrului trebuie să fie anulat și repetat. 	

### Paravan
Jucătorii echipei la serviciu pot să-și împiedice adversarii, printr-un paravan individual sau colectiv, să vadă jucătorul la serviciu sau traiectoria mingii servite. 	
Un jucător sau un grup de jucători ai echipei la serviciu fac paravan dacă mișcă brațele, sar sau se balansează lateral în timpul executării serviciului sau stau grupați pentru a acoperi traiectoria mingii.

### Greșeli în timpul acțiunii de executare a serviciului

#### Greșeli ale serviciului
Greșelile următoare au drept consecință o schimbare de serviciu, chiar dacă adversarul este în poziție greșită. Jucătorul la serviciu:	
- încalcă ordinea la serviciu;
- nu execută serviciul corect.

#### Greșeli ale serviciului după lovirea mingii
După ce mingea a fost lovită corect, serviciul devine greșit (cu excepția cazului în care un jucător este în poziție greșită) dacă mingea: 	
- atinge un jucător al echipei la serviciu sau nu depășește complet prin spațiul de trecere planul vertical al fileului;
- aterizează “afară”;
- mingea trece pe deasupra unui paravan al echipei la serviciu.

### Greșelile după executarea serviciului și greșelile de poziție
Dacă jucătorul la serviciu comite o greșeală în timpul executării acestuia (execuție incorectă, ordinea la rotație eronată etc.) și adversarul se află în poziție greșită, greșeala serviciului este cea penalizată.	
Dimpotrivă, când execuția serviciului a fost corectă, dar serviciul devine ulterior greșit (ajunge afară, paravan etc.), greșeala de poziție a fost comisă prima și este, deci, penalizată.

## Lovitura de atac
Orice acțiune care direcționează mingea înspre spațiul de joc advers, cu excepția serviciului și blocajului, este considerată o lovitură de atac.	
În timpul loviturii de atac este permisă “plasarea” mingii numai dacă execuția este clară și mingea nu este prinsă sau aruncată.	
O lovitură de atac este efectivă în momentul când mingea a depășit în întregime planul vertical al fileului sau a fost atinsă de un adversar.	

### Restricții ale loviturii de atac
Un jucător din linia întâi poate efectua o lovitură de atac la orice înălțime, cu condiția ca acel contact cu mingea să fi avut loc în interiorul propriului său spațiu de joc (excepție Regula 13.2.4).	
Un jucător din linia a doua, aflat în spatele liniei de atac, poate efectua o lovitură de atac de la orice înălțime:	
- în momentul săriturii sale, talpa piciorului (picioarelor) jucătorului nu trebuie nici să atingă și nici să depășească linia de atac;
- după ce a lovit mingea, el poate să revină pe sol în interiorul zonei de atac.

Un jucător din linia a doua, aflat în zona de atac, poate de asemenea realiza un atac efectiv dacă, în momentul contactului, mingea nu se află în totalitate deasupra marginii superioare a fileului.	
Nici unui jucător nu i se permite să realizeze un atac efectiv asupra serviciului advers, atunci când mingea este în zona de atac și în întregime deasupra marginii superioare a fileului.	
Un jucător lovește mingea în spațiul de joc al echipei adverse.	
Un jucător trimite mingea “afară”. 		
Un jucător din linia a doua, aflat în zona de atac, execută un atac efectiv atunci când mingea este situată în întregime deasupra marginii superioare a fileului. 		
Un jucător execută un atac efectiv asupra serviciului advers, când mingea este în zona de atac și în întregime deasupra marginii superioare a fileului. 		
Un Libero execută un atac efectiv asupra unei mingi care se află în întregime deasupra marginii superioare a fileului. 	
Un jucător execută un atac efectiv asupra unei mingi aflată în totalitate deasupra marginii superioare a fileului iar ea este provenită dintr-un pas în degete al Libero-ului aflat în zona de atac.

## Blocajul

### Acțiunea de a bloca
Blocajul este acțiunea de interceptare a mingii care vine de la adversar efectuată de jucători plasați aproape de fileu, depășind marginea superioară a fileului. Numai jucătorilor din linia întâi le este permis să realizeze un blocaj efectiv. 	

#### Tentativa de blocaj
Tentativa de blocaj este acțiunea de blocaj fără să fie atinsă mingea. 	

#### Blocaj efectiv
Un blocaj este efectuat atunci când mâinile unui jucător din apărare ating mingea împingând mingea spre terenul oponentului.

#### Blocaj colectiv
Un blocaj colectiv este realizat de doi sau trei coechipieri aflați unul aproape de celalalt și devine efectiv când unul dintre ei atinge mingea. 	

### Contacte ale blocajului
Contactele consecutive (rapide și continue) realizate de unul sau mai mulți jucători aflați la blocaj sunt permise, cu condiția ca aceste contacte să fi avut loc în cursul aceleiași acțiuni. 	

### Blocaj în spațiul advers
În cursul blocajului, jucătorul poate să treacă mâinile și brațele pe deasupra fileului, cu condiția ca această acțiune să nu împiedice jocul adversarului. Deci, nu este permisă atingerea mingiei pe deasupra fileului atâta timp cât adversarul nu a executat o lovitură de atac.

### Blocajul și loviturile echipei
Contactul mingii cu blocajul nu este considerat ca o lovitură a echipei. În consecință, după o atingere la blocaj, echipa are dreptul la trei lovituri pentru a retrimite mingea.
Prima lovitură după blocaj poate fi executată de oricare jucător, inclusiv de cel care a atins mingea în cursul blocajului.

### Blocajul serviciului
Blocajul serviciului advers este interzis.

### Greșeli ale blocajului
Jucătorul la blocaj atinge mingea în spațiul de joc advers înaintea sau în momentul loviturii de atac a adversarului. 	
Un jucător din linia a doua sau un Libero execută sau participă la un blocaj efectiv. 	
Blocajul serviciului advers. 		
Mingea este trimisă “afară” de blocaj.	
Blocajul mingii în spațiul de joc advers prin afara antenelor. 	
Un Libero participă, singur sau cu alți coechipieri, la o tentativă de blocaj.

## Pauze între seturi și schimbări ale terenurilor

### Pauze între seturi
Toate pauzele între seturi au o durată de trei minute.
În aceasta perioadă de timp sunt efectuate schimbarea terenurilor de joc și înscrierea formațiilor pe foaia de arbitraj.
Pauza dintre seturile 2 și 3 poate fi extinsă la 10 minute de către oficialii competenți dacă organizatorii cer acest lucru.

### Schimbări ale terenurilor
După fiecare set, echipele schimbă terenurile de joc, cu excepția setului decisiv. 	
În setul decisiv, de îndată ce o echipă a realizat 8 puncte, trebuie să fie efectuată fără nici o întârziere o schimbare a terenurilor de joc, iar pozițiile jucătorilor rămân aceleași.
Dacă schimbarea terenurilor nu a avut loc în momentul realizării punctului 8, aceasta trebuie să fie efectuată de îndată ce eroarea este observată. Scorul înregistrat în momentul când se efectuează schimbarea rămâne valabil. 	

## Jucătorul „libero”

### Desemnarea libero-ului
Fiecare echipă poate avea printre cei 12 jucători și un (1) jucător specializat în apărare numit “Libero”. 	
Libero-ul trebuie să fie înregistrat în foaia de arbitraj, într-o rubrică specială, înainte de începerea meciului. 	
Libero-ul nu poate fi nici căpitan al echipei și nici căpitan în joc. 	

### Echipamentul
Libero-ul trebuie să poarte un echipament (sau o vestă pentru un Libero redesemnat) în care cel puțin tricoul să aibă culoare diferită și contrastantă față de coechipieri. Echipamentul Libero-ului poate avea chiar și un design diferit dar el trebuie numerotat la fel ca și al celorlalți coechipieri.	

### Acțiuni de joc permise libero-ului

#### Acțiuni de joc
Libero-ului i se permite să-i substituie pe oricare din jucătorii din linia a doua. 	
El (ea) poate acționa numai ca jucător în linia a doua și nu i se permite să execute un atac efectiv de oriunde (incluzând terenul de joc și zona liberă) dacă în momentul contactului cu mingea aceasta este în întregime mai sus decât marginea superioară a fileului.	
El (ea) nu poate servi, bloca sau efectua o tentativă de blocaj.	
Unui jucător nu i se permite să execute un atac efectiv dacă în momentul contactului cu mingea aceasta este în întregime mai sus decât marginea superioară a fileului și mingea i-a fost pasată din degete de către un Libero aflat în zona de atac. Mingea poate fi atacată fără restricții dacă Libero-ul care execută același procedeu se află în spatele liniei de atac.	

#### Substituirea jucătorilor de către Libero
Substituirile care-l privesc pe Libero nu sunt înregistrate ca și înlocuirile obișnuite.
Ele sunt nelimitate ca număr, dar trebuie să se dispute o fază de joc între două substituiri ale Libero-ului.
Libero-ul poate fi substituit doar de jucătorul care a fost substituit de el. 	
Substituirile trebuie sa fie efectuate când mingea este “moartă” și înainte de fluierul arbitrului pentru autorizarea serviciului.
La începutul fiecărui set, Libero-ul nu poate intra în teren până când cel de-al doilea arbitru nu a verificat fișa cu poziția inițială a echipei.	
O substituire realizată după fluierul arbitrului de autorizare a serviciului dar înainte de lovitura jucătorului de la serviciu nu trebuie să fie respinsă, dar după terminarea fazei de joc trebuie avertizat verbal Libero-ul cu privire la greșeala efectuată.
Toate celelalte substituiri după fluierul arbitrului pentru autorizarea serviciului trebuie sancționate pentru întârziere. 		
Libero-ul și jucătorul pe care acesta îl substituie pot intra și ieși din teren pe linia laterală din dreptul propriei bănci de rezervă, între linia de atac și linia de fund.	

#### Redesemnarea unui nou Libero
În cazul accidentării unui Libero antrenorul poate redesemna un nou Libero, dintre coechipierii care nu se aflau pe teren în momentul redesemnării, numai după aprobarea prealabilă a primului arbitru.
Libero-ul accidentat nu mai poate reintra în joc pentru tot restul meciului.
Jucătorul redesemnat în locul Libero-ului va activa numai ca Libero pentru tot restul meciului.	
În cazul redesemnării unui Libero numărul acestuia trebuie înregistrat în foaia de arbitraj la rubrica “Observații”.	

## Arbitri

### Corp de arbitraj și proceduri

#### Componență
Corpul de arbitraj pentru un meci este compus din următorii oficiali:
- primul arbitru;
- al doilea arbitru;
- scorer
- patru (doi) asistenți de linie.

Plasamentul lor este indicat în Diagrama 10.
Pentru competițiile mondiale și oficiale ale FIVB este obligatoriu să se recurgă la serviciile unui al doilea scorer.	

#### Proceduri
Numai primul arbitru și cel de-al doilea arbitru pot să fluiere în timpul meciului:
- primul arbitru fluieră pentru a semnaliza autorizarea serviciului care începe o fază de joc;
- primul și cel de-al doilea arbitru fluieră pentru a semnaliza sfârșitul fazei de joc, cu condiția ca ei să fie siguri că a fost comisă o greșeală și cunosc natura acesteia.

Primul arbitru și cel de-al doilea arbitru pot să fluiere în timp ce mingea este moartă pentru a face cunoscut că ei autorizează sau resping o cerere a unei echipe.	
Imediat după ce au fluierat pentru a semnala sfârșitul fazei de joc arbitrii trebuie, utilizând semnalizarea oficială, să procedeze astfel: 	
- dacă greșeala este fluierată de primul arbitru , el/ea va indica:
  - echipa care va servi;
  - natura greșelii;
  - jucătorul care a greșit (dacă este necesar).

Cel de-al doilea arbitru repetă semnalizările primului arbitru. 	
- dacă greșeala este fluierată de cel de-al doilea arbitru, el/ea va indica:
  - natura greșelii;
  - jucătorul care a greșit (dacă este necesar);
  - apoi va aștepta până când primul arbitru va indica echipa care va servi, după care va repeta semnalizarea acestuia.

În acest caz primul arbitru nu trebuie să mai arate natura greșelii și jucătorul care a greșit, ci numai echipa care va servi. 	
În cazul unei duble greșeli, amândoi arbitrii vor indica:
- - natura greșelii;
  - jucătorii care au greșit (dacă este necesar);
  - echipa care va servi conform deciziei primului arbitru.

### Primul arbitru

#### Plasament
Primul arbitru își îndeplinește atribuțiile funcției stând în picioare sau așezat pe un scaun - platformă de arbitraj, situat la unul din capetele fileului. Privirea arbitrului trebuie să fie la o înălțime de aproximativ 50 cm deasupra fileului.

#### Responsabilități
Înaintea meciului, primul arbitru:
- inspectează condițiile suprafeței de joc, mingile și celelalte echipamente și instalații;
- efectuează tragerea la sorți împreună cu căpitanii echipelor;
- controlează încălzirea oficială a echipelor.

În timpul meciului, numai primul arbitru este autorizat:
- să avertizeze membrii echipelor;
- să sancționeze conduitele incorecte și întârzierile de joc;
- să decidă în privința: 
  - greșelilor jucătorului la serviciu și greșelilor de poziție ale echipei la serviciu, inclusiv paravanul;
  - greșelilor în jocul cu mingea;
  - greșelilor comise deasupra fileului și în partea sa superioară;
  - loviturii de atac a jucătorilor din linia a II-a și a Libero-ului;
  - unei lovituri de atac asupra unei mingi aflate în totalitate deasupra marginii superioare a fileului provenite din pasul din degete al unui Libero aflat în zona de atac;
  - mingii care traversează complet spațiul inferior.

La sfârșitul meciului el controlează și semnează foaia de arbitraj. 	

### Al doilea arbitru

#### Plasament
Cel de-al doilea arbitrul își îndeplinește atribuțiile funcției stând în picioare, în afara terenului de joc, lângă stâlpul fileului situat pe partea opusă scaunului de arbitraj și cu fața la primul arbitru.

#### Autoritate
Cel de-al doilea arbitrul este asistentul primului arbitru, dar el are, de asemenea, propria sferă de competență.
Dacă primul arbitru devine inapt să asigure îndeplinirea atribuțiilor sale, cel de-al doilea arbitru poate să îl înlocuiască pe primul arbitru. 	 	
Cel de-al doilea arbitrul poate, de asemenea, dar fără să fluiere, să semnalizeze greșeli care nu intră în competența sa, dar el nu trebuie să insiste asupra lor pe lângă primul arbitru. 	 	
Cel de-al doilea arbitrul controlează activitatea scorerului. 		
Cel de-al doilea arbitrul controlează membrii echipelor de pe băncile pentru rezerve și raportează primului arbitru orice conduită incorectă a acestora. 		
Cel de-al doilea arbitrul controlează jucătorii aflați în zona de încălzire. 	 	
Cel de-al doilea arbitrul autorizează întreruperile de joc regulamentare, controlează durata lor și respinge cererile nefondate. 	 	
Cel de-al doilea arbitrul controlează numărul timpilor de întrerupere și înlocuirilor de care s-a folosit fiecare echipă și semnalează al 2-lea timp de întrerupere și a 5-a și a 6-a înlocuire de jucători primului arbitru și antrenorului echipei care le-a cerut. 	 	
În cazul accidentării unui jucător, cel de-al doilea arbitru autorizează o înlocuire excepțională sau acordă un timp de recuperare de 3 minute . 		
Cel de-al doilea arbitru verifică starea podelei, mai ales în zona de atac. El de asemenea verifică, în timpul meciului, dacă mingile îndeplinesc permanent condițiile regulamentare. 	 	
Cel de-al doilea arbitru supraveghează și controlează conduita incorectă a membrilor echipelor aflați în zona de pedeapsă și o aduce la cunoștința primului arbitru. 	

#### Responsabilități
La începutul fiecărui set și la schimbarea terenurilor de joc în setul decisiv (al 5-lea), precum și de fiecare dată când este necesar, cel de-al doilea arbitru verifică dacă pozițiile jucătorilor din teren în momentul respectiv corespund cu cele de pe fișele cu poziția inițială.
În timpul meciului, cel de-al doilea arbitru decide, fluieră și semnalizează: 		
- pătrunderea neregulamentară în terenul advers și în spațiul de sub fileu;
- greșelile de poziție ale echipei la primire;
- contactul neregulamentar al jucătorului cu fileul, în partea sa inferioară, sau cu antena situată de partea sa de teren;
- blocajul neregulamentar al jucătorilor din linia a doua sau tentativa de blocaj a Libero-ului;
- contactul mingii cu un obiect exterior;
- contactul mingii cu solul când primul arbitru nu poate vedea din poziția sa acel contact.
- mingea care traversează spre terenul de joc advers planul vertical al fileului, total sau parțial prin afara spațiului de trecere sau atinge antena de pe partea sa.

La sfârșitul meciului el semnează foaia de arbitraj. 	

### Scorer

#### Plasament
Scorerul execută sarcinile postului său așezat la masa scorerului, pe partea opusă și cu fața la primul arbitru. 	

#### Responsabilități
Scorerul ține foaia de arbitraj în conformitate cu regulile, colaborând cu cel de-al doilea arbitru.
Scorerul utilizează o sonerie sau un alt avertizor sonor pentru a transmite arbitrilor diverse informații care țin de responsabilitățile sale.
Înaintea meciului și a setului, scorerul:
- înscrie datele jocului și ale echipelor inclusiv numele și numărul libero-ului, conformându-se procedurilor în vigoare și obține semnăturile căpitanilor și antrenorilor celor două echipe;
- înregistrează formația de start a fiecărei echipe pe baza fișelor cu poziția inițială primite.
- dacă nu primește la timp fișele de poziție, el trebuie să anunțe imediat cel de-al doilea arbitru.

În timpul meciului, scorerul:
- înregistrează punctele marcate ;
- controlează ordinea rotației la serviciu și semnalează arbitrilor orice eroare imediat după lovitura serviciului;
- înregistrează timpii de întrerupere și înlocuirile de jucători, controlând numărul lor și informând cel de-al doilea arbitru;
- anunță arbitrilor orice cerere de întrerupere contrară regulilor (cereri nefondate, înlocuiri neregulamentare etc.);
- anunță arbitrilor sfârșitul fiecărui set și marcarea celui de-al 8-lea punct în setul decisiv;
- înregistrează toate sancțiunile;
- înregistrează toate celelalte evenimente la indicațiile celui de-al doilea arbitru (ex.: înlocuiri excepționale, timpi de recuperare, întreruperi prelungite ale jocului, incidente exterioare jocului etc.)

La sfârșitul meciului, scorerul:
- înregistrează rezultatul final;
- în cazul unei reclamații, cu autorizarea prealabilă a primului arbitru, înscrie sau permite căpitanului echipei să înscrie pe foaia de arbitraj o declarație cu privire la incidentul contestat;
- după ce a semnat el însuși foaia de arbitraj, obține semnăturile căpitanilor de echipa și apoi ale arbitrilor.

### Al doilea scorer

#### Plasament
Își desfășoară activitatea la masă, lângă scorer;

#### Responsabilități
Înregistrează substituirile care îl privesc pe Libero.
Ajută la activitățile administrative ale scorerului.
Dacă scorerul nu-și mai poate desfășura activitatea el trebuie să-i ia locul.		
Înaintea meciului al doilea scorer:
- pregătește foile pentru înregistrarea substituirii libero-ului;
- pregătește foaia de arbitraj de rezervă.

În timpul meciului al doilea scorer:
- înregistrează substituirile liberoului;
- anunță arbitrilor greșelile de substituire a libero-ului;
- cronometrează începutul și sfârșitul t.T.O;
- operează tabela manuală de scor;
- verifică dacă scorurile de pe tabelele de marcaj concordă;
- în caz de nevoie completează foaia de arbitraj de rezervă cu toate informațiile și o înmânează scorerului;

La sfârșitul meciului al doilea scorer:
- semnează foaia pentru înregistrarea sustituirilor libero-ului și o prezintă arbitrilor pentru verificare;
- semnează foaia de arbitraj

### Asistenții de linie

#### Plasament
Dacă se apelează doar la doi asistenți de linie, ei se vor plasa în diagonală, în colțurile terenului situate cel mai aproape de partea dreaptă a fiecărui arbitru și la o distanță de la 1m până la 2 m de colț.
Fiecare din ei controlează atât linia de fund cât și linia laterală situate pe partea sa.
Pentru competițiile mondiale și oficiale ale FIVB este obligatoriu să se recurgă la serviciile a patru asistenți de linie.
Ei stau în picioare, în zona liberă, la o distanță de la 1m până la 3 metri de fiecare colț al terenului de joc, în prelungirea imaginară a liniei pe care o controlează.	

#### Responsabilități
Asistenții de linie execută sarcinile postului lor utilizând un steag (40 x 40 cm) în maniera indicată în Diagrama 12 și semnalizează: 	
- mingea “în teren” și “afară”, de fiecare dată când mingea cade aproape de linia (liniile) lor;
- mingile “afară” atinse în prealabil de echipa care a recepționat mingea,
- mingea care atinge antena, mingea servită care depășește fileul prin afara spațiului de trecere etc.,
- dacă oricare dintre jucători (cu excepția jucătorului la serviciu) pășește în momentul loviturii serviciului în exteriorul terenului de joc propriu;
- greșelile de picior ale jucătorului la serviciu,
- orice contact cu antena de pe partea sa a unui jucător care participă la o acțiune de joc sau deranjează jocul.
- mingea care traverseaza planul vertical al fileului prin afara spațiului de trecere sau care atinge antena pe partea sa de teren.

La cererea primului arbitru, un asistent de linie trebuie să repete semnalizarea sa.	

### Semnalizări oficiale

#### Semnalizările oficiale ale arbitrilor
Arbitrii trebuie să indice cu gestul oficial al mâinii (mâinilor) natura greșelii fluierate sau scopul întreruperii autorizate. Semnalizarea va fi menținută pentru un moment și dacă este executată cu o singură mână aceasta va corespunde părții echipei care a greșit sau care a cerut întreruperea.

#### Semnalizările cu steagul ale asistenților de linie
Asistenții de linie trebuie să indice cu semnalizarea oficială natura greșelii observate și să o mențină pentru un timp.